# Natalie Desselle-Reid
Natalie Desselle-Reid (Alexandria, Louisiana, 1967. július 12. – 2020. december 7.) amerikai színésznő.

## Filmjei
Mozifilmek
- A nagy dobás (Set It Off) (1996)
- Álmodik a nyomor (B*A*P*S) (1997)
- Ne légy barom 4. (How to Be a Player) (1997)
- Sweet Hideaway (2003)
- Gas (2004)
- The Killing of Wendy (2009)
- Madea's Big Happy Family (2011)
- Zoe Gone (2014)

Tv-filmek
- Hamupipőke (Cinderella) (1997)
- Freaknik: The Musical (2010, hang)
- A Mother's Rage (2013)
- The D (2016)

Tv-sorozatok
- Family Matters (1996, egy epizódban)
- Built to Last (1997, nyolc epizódban)
- Getting Personal (1998, egy epizódban)
- For Your Love (1998–2000, nyolc epizódban)
- Igen, drágám! (Yes, Dear) (2002, egy epizódban)
- Vészhelyzet (ER) (2003, egy epizódban)
- Eve (2003–2006, 66 epizódban)
- Ya Killin' Me (2017)

Rövidfilmek
- Queen Victoria's Wedding (2010)
- Let Lorenzo (2011)

## További információ
- Natalie Desselle-Reid a PORT.hu-n (magyarul)
- Natalie Desselle-Reid az Internetes Szinkronadatbázisban (magyarul)
- Natalie Desselle-Reid az Internet Movie Database-ben (angolul)
- Natalie Desselle-Reid a Rotten Tomatoeson (angolul)